# Test de Draize

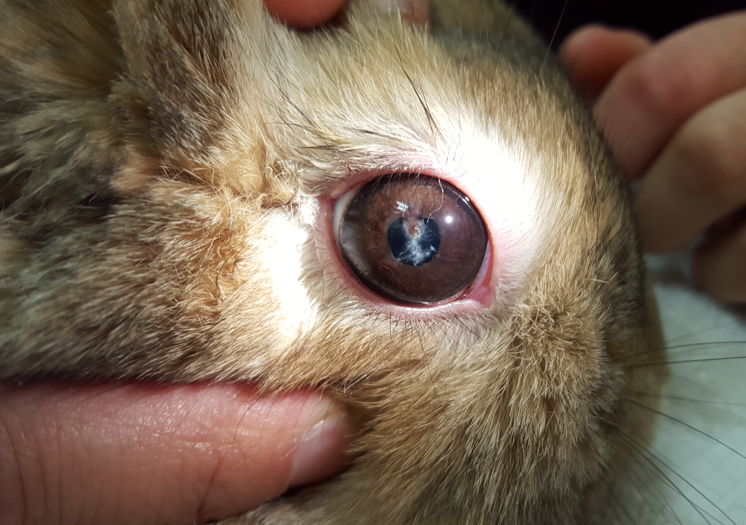
Lapin atteint d'une infection oculaire causée par Encephalitozoon cuniculi (uvéite phacoclastique)

Le test de Draize est un protocole d'expérimentation animale et test toxicologique (en) invasif, mis au point en 1944 par John H. Draize et Jacob M. Spines, toxicologues de la Food and Drug Administration (FDA). Le test consiste à évaluer un produit chimique sur la peau, les muqueuses ou l’œil d'un animal afin d'évaluer son innocuité dermatologique.

## Protocole
D'abord réalisé pour tester des cosmétiques, le test consiste à appliquer 0,5 millilitre (mL), ou 0,5 gramme (g), de la substance testée sur l’œil ou la peau d'un animal immobilisé et conscient, puis de laisser la substance en place un certain temps avant de l'enlever et de noter les effets.
Les animaux sont ainsi observés durant une période s'étendant jusqu'à 14 jours, où l'on tente notamment de détecter des signes d'érythèmes et d'œdème sur la peau testée, ou de la rougeur, enflure, écoulement, ulcération, hémorragie, voilement et cécité de l’œil testé. 
Le sujet habituel est un lapin albinos, bien que d'autres espèces (telles le chien) soient parfois utilisées.

## Protection animale
L'utilisation d'animaux en laboratoire dans le cadre du test de Draize est un sujet polémique controversé par les défenseurs des animaux.
Au sein de l’Union européenne, l'expérimentation animale est encadrée par la directive 2010/63, qui encourage le développement de méthodes de tests alternatives.
Aux États-Unis, la FDA soutient que « selon la communauté scientifique, aucun autre test ou batterie de tests n'a jusqu'ici pu remplacer adéquatement [...] le test de Draize, ».
Selon le NAVS, une association américaine luttant contre la vivisection et l'utilisation des animaux en laboratoire, les sujets sont euthanasiés ou gardés en vie afin d'être réutilisés pour d'autres tests.
Son utilisation aux États-Unis et en Europe tendrait à diminuer ou à être modifiée de manière à être faite sous anesthésie ou à administrer de plus faibles doses de la substance testée.